# Несслер, Христофор Эдуардович
Христофор Эдуардович Несслер (в некоторых источниках Христофор Эдуардович Нейслер, а также Христофор Эдуардович Неслер) (1854, Рига - 1938, Москва) - русский архитектор, известный как автор Дворца Ольденбургских в неоготическом стиле в Рамоне.

## Биография
Несслер родился в Риге в 1854 году Он дослужился до звания унтер-офицера и служил в Корпусе военных топографов чертежником. В 1890 году Несслер получил свидетельство Техническо-строительного комитета МВД на право производства работ по гражданскому строительство и дорожной части.
В 1877 году вступил в брак с Марией Семеновной (1858-1920г.г.) и в 1878 году у них появился на свет первенец – Христофор. Впоследствии у них родилось ещё шестеро детей. Уйдя в запас Неслер Х.Э, приобретает звание строительного техника. Ему предлагают работу по постройке жилого дома герою турецкой войны генералу Черткову. Пришлось выехать в слободу Лизиновка Воронежской губернии, расположенную близ г. Россошь, в имение этого генерала. Этот факт подтверждается  выпиской из метрической книги Стефановской церкви Воронежской Епархии, расположенной в слободе Лизиновка о рождении дочери Людмилы у Неслер Х.Э. и М.С. в 1882 году.
По окончании постройки этого дома в 1883 году Христофор Эдуардович получил предложение быть производителем работ по дворцу в имении Рамонь. Строительство дворца продолжалось с 1883 по 1887 год.
Сохранилось и свидетельство о рождении дочери Марии в 1888 году. Её крестили в Николаевской церкви Воронежского уезда села Рамони.
Из этого следует, что семья Неслера Х.Э. продолжала жить в Рамони и после окончания строительства дворца.
В последствии Неслер Х.Э строил Ново-Александровский сахарный завод, больницу под С-Петербургом.
В 1910-1912 Несслер был причастен к строительству Московского почтамта в должности помощника архитектора. После окончания строительства Христофор Эдуардович состоял на службе в Московском почтамте и исполнял обязанности архитектора до 1923 года.
Архитектор скончался в 1938 году. Он похоронен в Москве на Введенском кладбище.

## Строительство Дворца Ольденбургских (Рамонь)
Неслер Христофор Эдуардович (1854-1938) получил предложение быть производителем работ по дворцу в имении Рамонь Воронежской губернии по проекту архитектора Миллера. Имение это громадное в 35 верстах от Воронежа.
В нем не было ни водопровода, ни канализации. Одновременно с дворцом строились и водонапорная башня и некоторые дополнительные бараки для больницы. Семья Неслера Х.Э. разместилась в отдельном деревянном оштукатуренном одноэтажном с балконом доме в 3-4 комнаты. Мимо проходила проезжая дорога, соединяющая верхнюю площадную, более возвышенную часть имения, где были расположены различные хозяйственные постройки, громадный фруктовый сад, с прилегающим к нему обширным парком, и по близости школа, больница, оранжерея, церквушка небольшая и наконец, над обрывом место, где воздвигался новый каменный дворец, в каком-то полуготическом стиле, с башней.
Ниже под горой был сахарный завод, а ещё ниже протекала река Воронеж с архаическим через нее деревянным мостом, который весной, с половодьем разрушался и уносился водой вниз по течению.
Дорога, соединяющая верхнюю большую часть имения с низиной, где на косогоре был завод, представляла выложенный булыжником путь шириной достаточной для движения одновременно двум телегам и имела вид искривленного глубокого окопа, обложенного внутри известняком. Это сооружение было нередко причиной очень неприятных происшествий.
Спускающую телегу запряженная лошадь случайно ударялась задними ногами о телегу, испугавшись, мчались без удержу вниз по дороге с оторванными оглоблями, оставив телегу с седоками разбиваться о столбы и стены дороги так, что нередко приходилось направлять пострадавших в больницу с опасными для жизни ранениями и переломами.
В верхней части этой злосчастной дороги, через неё был перекинут пешеходный мост для прохождения из дворца во фруктовый сад и далее в парк и лес.
Тут рядом был дом для управляющего имением Николая Михайловича Михайлова, крещеного еврейского мальчика, произведенного в свое время в чин капитана русской армии и занимавшего должность командира нестроевой роты Преображенского полка. Очень он был обстоятельный хозяин, честный и порядочный человек уже более 50 лет с многочисленной семьей.
В 1887 году постройка дворца, водонапорной башни и больничных бараков окончена. Решено было освятить помещение дворца и отметить окончание строительных работ.
Местный священник небольшой церквушки О. Николай, прибыл со скромным причтом с утра во дворец и в присутствии приглашенных всех служащих и гостей, окончив положенное в этих случаях богослужение пошел по всем помещениям дворца и торжественно окропил «святой» водой все жилые и прочие комнаты дворца.
В нем, между прочим, были кроме жилых комнат ещё в нижнем этаже башни небольшая домашняя библиотека, а в другом этаже помещалась столярная мастерская с прекрасным заказным верстаком и большим набором столярных инструментов отличного качества. Все это предназначено было для управления в столярных работах самой принцессой.
После освящения дворца, он был заселен всей семьей хозяев, причем в кабинете принца были вставлены в окна особые рамы, застекленные разного цвета стеклами, которые можно менять быстро посредством особого устройства. Это все оборудование предназначалось для лечения больных исключительно светом.
Строительство усадебного комплекса продолжалось с 1880 по 1887 гг., велось с размахом и, по-видимому, по проекту придворного архитектора. Парадная зона включала дворец, поставленный на бровке верхнего яруса склона, возведенный в 1883-1887 гг. под руководством Христофора Нейслера, и партер с фонтаном в центре, а также въездные ворота с двумя башнями.